# Ait Ammar
Ait Ammar (franska: Ait Ammar (CR), Ait Ammar (Commune Rurale), arabiska: جرادة (البلدية)) är en kommun i Marocko.   Den ligger i provinsen Khouribga och regionen Béni Mellal-Khénifra, i den norra delen av landet, 110 km söder om huvudstaden Rabat. Antalet invånare är 4 594.